# انتخابات الرئاسة البوليفية 1980
الانتخابات الرئاسية الأمريكية 1980 هي الانتخابات الرئاسية التي جرت في 1980، لانتخاب رئيس جمهورية بوليفيا، فاز بالانتخابات Hernán Siles Zuazo ‏.